# Sorken, Norge
Sorken är en tidigare tätort i Engerdals kommun i Innlandet fylke i östra Norge. Orten ligger vid fylkesväg 2210, på den östra sidan av insjön Femunden.